# Cristina González Gaya
Cristina González Gaya es una ingeniera industrial española, catedrática de universidad en el Departamento de Ingeniería de Construcción y Fabricación de la Universidad Nacional de Educación a Distancia.

## Biografía
Tras obtener el título de ingeniera industrial en la Universidad Politécnica de Madrid, se doctoró por la UNED, consiguiendo el premio extraordinario de doctorado. En esta universidad ha desempeñado diversos puestos académicos como profesora asociada (1996-1999), profesora titular (2000-2021) y catedrática desde julio de 2021.
Su actividad docente se ha centrado en el área de la Ingeniería de los procesos de fabricación y construcción, donde ha impartido diversas asignaturas. En los últimos años también ha enseñado disciplinas relacionadas con la calidad industrial y la prevención de riesgos laborales.
Su labor investigadora, por la que tiene reconocidos cuatro sexenios, se ha centrado en los dos campos en los que desempeña sus tareas docentes: la fabricación y la construcción industrial. Pertenece a los grupos de investigación Producción Industrial e Ingeniería de Fabricación, y Seguridad Industrial. De este último es la investigadora principal.
Desde 2019 ha sido sucesivamente subdirectora y directora de la Escuela Internacional de Doctorado de la Uned, ejerciendo este último cargo hasta la toma de posesión, en octubre de 2021, de la dirección de la Escuela Técnica Superior de Ingenieros Industriales.
Paralelamente al mundo académico, ha compaginado su actividad profesional centrada en proyectos de instalaciones de edificios singulares (aquellos que por sus características suponen una mayor dificultad en su construcción o rehabilitación).
Es coautora de numerosos libros, obras colectivas y artículos publicados en revistas nacionales e internacionales de reconocido prestigio.

## Premios y reconocimientos
- VI Premio a la Igualdad de la UNED por su trabajo 'Mujer, tecnología y Agenda 2030: Abecedario de las mujeres tecnólogas'.[6]